# Polygonomyia alabastris
Polygonomyia alabastris är en tvåvingeart som beskrevs av Fedotova 1991. Polygonomyia alabastris ingår i släktet Polygonomyia och familjen gallmyggor.
Artens utbredningsområde är Kazakstan. Inga underarter finns listade i Catalogue of Life.